# Прикубанское сельское поселение (Славянский район)
Прикубанское сельское поселение —  муниципальное образование в составе Славянского района Краснодарского края России. 
В рамках административно-территориального устройства Краснодарского края ему соответствует Прикубанский сельский округ.
Административный центр — хутор Прикубанский.

## Население
| 2010  | 2012  | 2013  | 2014  | 2015  | 2016  | 2017  |
| ----- | ----- | ----- | ----- | ----- | ----- | ----- |
| 2215  | ↗2229 | ↗2244 | ↗2273 | ↗2326 | ↘2316 | ↗2342 |
| 2018  | 2019  | 2020  | 2021  | 2023  |       |       |
| ↗2358 | →2358 | ↗2386 | ↗2440 | ↘2437 |       |       |

## Населённые пункты
В состав сельского поселения (сельского округа) входят 4 населённых пункта:
| № | Населённый пункт                  | Тип населённого пункта | Население (чел.) |
| - | --------------------------------- | ---------------------- | ---------------- |
| 1 | Кирпичный                         | посёлок                | ↘44              |
| 2 | МТФ-8 колхоза «Путь к коммунизму» | посёлок                | ↘597             |
| 3 | Прикубанский                      | хутор                  | ↗1570            |
| 4 | Соболевский                       | хутор                  | ↘4               |